# Dagmar Filípková
Dagmar Filípková (* 1960 Praha) je česká výtvarnice směru art brut, herečka a spisovatelka.

## Život
Filípková se narodila s těžkou mozkovou obrnou. V 90. letech 20. století se začala rozvíjet s podporou Společnosti Duha. S malováním začala v Ústavu Sociální Péče. Určující pak bylo setkání s výtvarníkem Otto Kouwenem, který se věnuje spolupráci s hendikepovanými umělci: Dagmar Filípkovou přizval do spolku Inventura, poté ji v letech 2013–2020 zapojil do činnosti Ateliéru radostné tvorby pod vedením Vladimíra Drábka, kam Dagmar Filípková dochází i nadále. Od roku 2021 jí dává prostor ve sdíleném ateliéru Spolku Barvolam.
Vzniklo o ní několik dokumentárních snímků, například Dáša aneb Artbrutem ke štěstí v produkci České televize (2023, režie Jolana Matějková) nebo filmový portrét pro výstavu v Litoměřicích (2024, režie Karel Čtveráček).  

## Dílo
Navzdory mentálnímu znevýhodnění se Filípková stala herečkou, výtvarnicí, napsala autobiografickou prózu.
Jako herečka se účastní produkce v divadle Ujeto, kde hrála ústřední roli v představení Dášo vstávej (2013) a vystupuje i v dalším repertoáru: Ve hře Kabaret na konci světa hraje barovou zpěvačku Doňu Kasacíru, v Požíračce mrtvol Boubelku a v nové rodinné pohádce Jak topič čerta napálil hraje pořádnou sekernici, topičovu ženu.
Filípková dochází také do chráněné dílny Gaiwan, kde pracuje s vlnou a dalšími materiály. Její dílo zahrnuje například i design malovaný na látku.
V Ateliéru radostné tvorby vytváří kresby a obrazy především na bázi olejových pastelů. Touto technikou Filípková dociluje typického hutného vrstvení barevné plochy. Pastely jí zároveň umožňují zdůraznit rozmach každého tahu.

Z témat, které její obrazy zachycují převažují stromy, lesy, domy, krajiny a zvířecí i lidské postavy. Ispirací pro její obrazy jsou obvykle velmi konkrétní místa nebo architektury: nachází je na pohlednicích, v kalendářích a učebnicích, na záběrech z internetu, ale pochopitelně i ve vzpomínkách na vlastní cesty. Někdy dokonce do obrazů i výrazným rukopisem zaznamenává, které místo si vybrala.

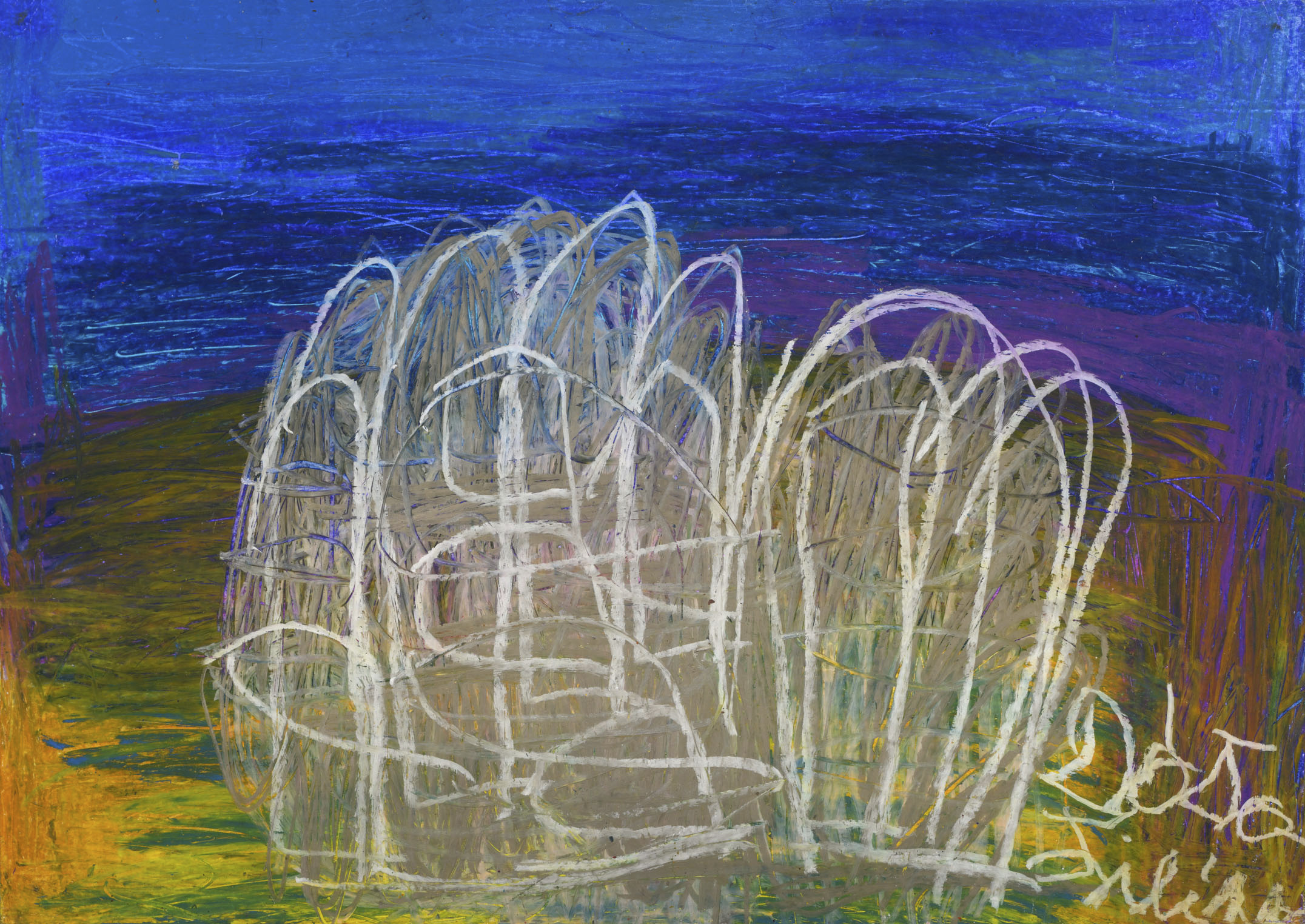
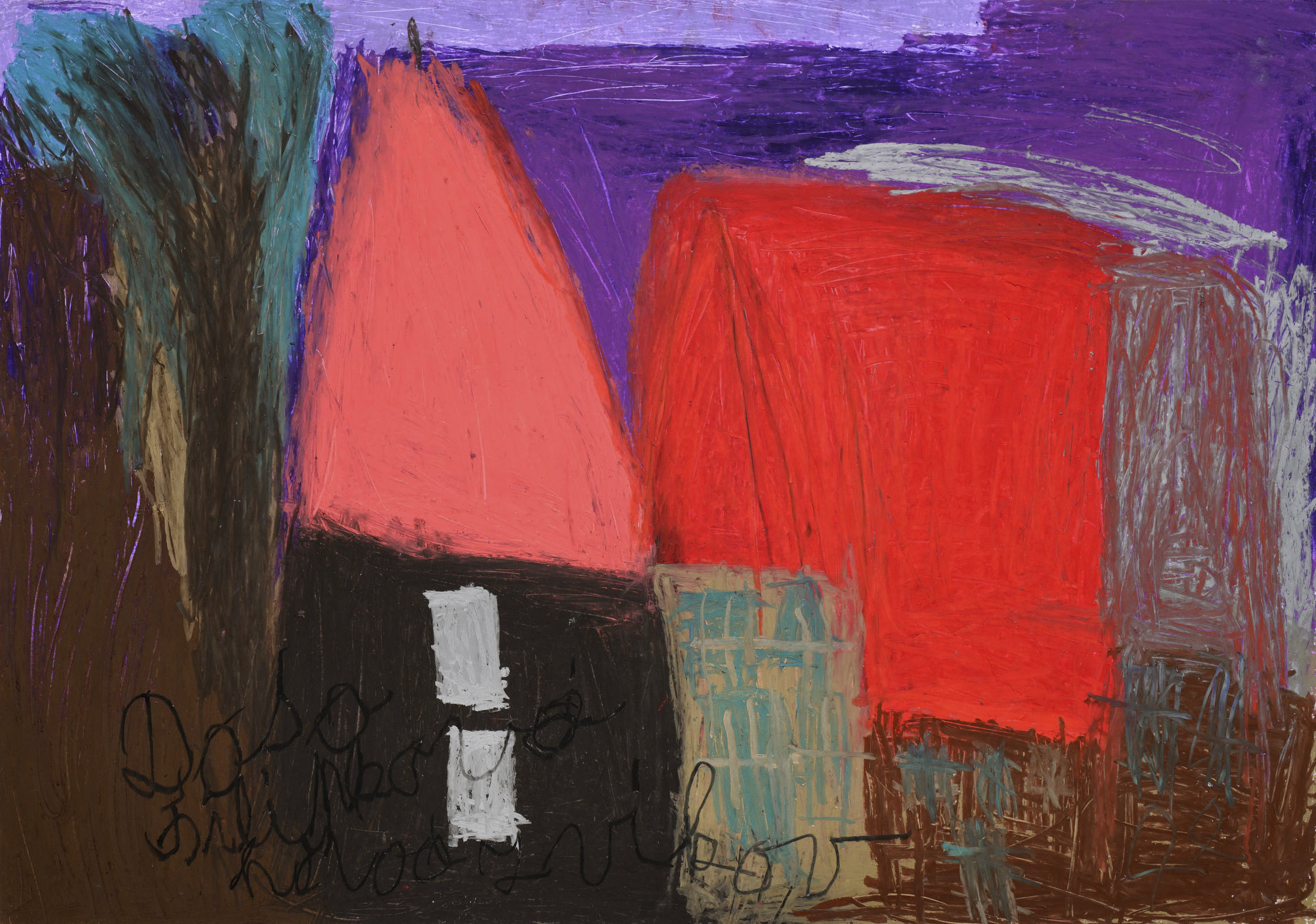

### Výstavy
Filípková měla už řadu samostatných i společných výstav v České republice i v zahraničí, z nichž nejvýznamnější proběhla pod názvem Pouť krkonošská a jiné krajiny v SGVÚ v Litoměřicích (únor – květen 2024). Je zastupována galerií Art brut Praha.

#### Autorské
- 2018 Dagmar Filípková, Café na půl cesty, Praha, ČR
- 2022 Dagmar Filípková: Pouť Krkonošská, Kavárna Velryba, Praha, ČR
- 2024 Pouť krkonošská a jiné krajiny, SVGU, Litoměřice, ČR
- 2024 Galerie Art Brut Praha, Praha, ČR

#### Společné
- 2012 Barvolam, Divus/Prager Kabarett, Praha, Czech Republic.
- 2012 Barvolam, České centrum, Praha, Czech Republic
- 2014 Svobodné Barvy, Centrum současného umění DOX, Praha, Czech Republic.
- 2014 Neratovice ART, Společenský dům Neratovice, Praha, Czech Republic.
- 2014 Art Prague, ArtInBox Gallery, Praha, Czech Republic.
- 2014 A.R.T. Brut, Zámek Ctěnice, Praha, Czech Republic.
- 2014 Umění je jen jedno I, Novoměstská radnice, Praha, Czech Republic.
- 2014 Samorosti, Galerie NoD, Praha, Czech Republic.
- 2015 Theatrum Mundi, Dejvické divadlo, Praha, Czech Republic.
- 2015 Svobodné Barvy, Centrum současného umění DOX, Praha, Czech Republic.
- 2015 Samorosti, Galerie NoD, Praha, Czech Republic.
- 2015 Pět let Výtvarné dílny Inventura, Galerie Oko uragánu, Praha, Czech Republic.
- 2016 Umění je jen jedno II, DUP 36, Praha, Czech Republic.
- 2016 Samorosti, Galerie NoD, Praha, Czech Republic.
- 2017 Samorosti, Galerie Open, Praha, Czech Republic.
- 2017 Ateliér radostné tvorby 2017, Galerie Ambit, Praha, Czech Republic.
- 2017 Jamming, Centrum současného umění DOX, Praha, Czech Republic.
- 2018 Jamming, Městská galerie Vlastimila Rada, Železný Brod, Czech Republic.
- 2018 Art brut 2018, Galerie Jednota, Vidnava, Czech Republic.
- 2018 Umění je jen jedno III, Kampus Hybernská, Praha, Czech Republic.
- 2019 Jamming, Pragovka Gallery, Praha, Czech Republic.
- 2019 Ateliér radostné tvorby, Divadlo 29, Pardubice, Czech Republic.
- 2019 Na jedné lodi, Krajská vědecká knihovna, Liberec, Czech Republic.

### Zastoupení ve sbírkách
Její dílo Vlčí máky bylo spolu s dalšími vydraženo do soukromých sbírek v Aukční síni Vltavín.